# Késsef Mishné
O Késsef Mishné (em hebreu: כסף משנה) é um comentário da obra do Mishné Torá, a obra do Rambam Maimónides. O Késsef Mishné foi escrito pelo Rabino e cabalísta sefardí Joseph Caro, o autor do Shulján Aruj, na localidade de Nikópol, Bulgária, e foi publicado em Veneza, Itália, entre os anos 1574 e 1575. Na introdução de sua obra, o autor escreve que seu objectivo era citar a fonte da cada lei que aparece no Mishné Torá, e defender a obra do Rambam, dos argumentos do Ravad, o Rabino Abraham ben David. O Mishné Torá (em hebreu: משנה תורה) é um código de leis judias religiosas, realizado pelo Rabino Maimónides, uma importante autoridade sefardí, quem também é conhecido como o "Rambam". O Mishné Torá foi compilado entre os anos 1170 e 1180, enquanto Maimónides vivia em Egipto. Este livro é considerado como uma das maiores obras legais de Maimónides. O Mishné Torá é uma compilação sistémica de todas as opiniões normativas da Halajá (a lei judia), e incorpora material do Talmud e de seus comentários. Está escrito num hebreu singelo, similar ao da Mishná.